# 資源交換檔案格式
資源交換檔案格式（英語：Resource Interchange File Format，縮寫為），又譯資源互換文件格式，是一種檔案格式（meta-format）標準，把資料儲存在被標記的區塊（tagged chunks）中。它是在1991年時，由Microsoft和IBM提出。它是Electronic Arts在1985提出的Interchange File Format（IFF）的翻版。這兩種標準的唯一不同處是在多位元整數的儲存方式。
RIFF使用的是小端序，這是IBM PC使用的處理器80x86所使用的格式，而IFF儲存整數的方式是使用大端序，這是Amiga和Apple Macintosh電腦使用的處理器，68k，可處理的整數型態。
Microsoft在AVI和WAV這兩種著名的檔案格式中，都使用RIFF的格式當成它們的基礎。
RIFF檔案由一個簡單的表頭（header）跟隨著多個"chunks"所組。其格式完全跟IFF一樣，除整數的儲存方式不一樣以外。
- 表頭（Header）
  - 4位元組（bytes）：固定為"RIFF".
  - 4位元組：little-endian 32-bit正整數，整個檔案的大小，扣掉辨識字元和長度，共8個位元組。
  - 4位元組：這個檔案的型態字元，例如："AVI "或"WAVE".
- 接下來是區塊（Chunks），每個區塊包含：
  - 4位元組：此區塊的ASCII識別字，例如："fmt "或"data".
  - 4位元組：little-endian 32-bit正整數，表示本區塊的長度（這個正整數本身和區塊識別字的長度不算在內）。
  - 不固定長度欄位：此區塊的資料，大小等同前一欄之正整數。
  - 假如區塊的長度不為偶數，則填入一個byte。

關於此格式的更多資訊，請見互換檔案格式（Interchange File Format）條目。